# Kalophrynus minusculus
Kalophrynus minusculus är en groddjursart som beskrevs av Djoko Iskandar 1998. Kalophrynus minusculus ingår i släktet Kalophrynus och familjen Microhylidae. IUCN kategoriserar arten globalt som sårbar. Inga underarter finns listade i Catalogue of Life.